# Jõhvi linnastaadion
Jõhvi linnastaadion – wielofunkcyjny stadion znajdujący się w mieście Jõhvi, w Estonii. Na tym stadionie swoje mecze rozgrywa drużyna piłkarska EP Jõhvi. Stadion może pomieścić 2 000 widzów.